# المرأة (فلم 1949)
المرأة فيلم مصري تم إنتاجه عام 1949، تأليف عبد الفتاح حسن ومحمود السباع وصالح جودت وإخراج عبد الفتاح حسن و بطولة كمال الشناوي وأحلام وسميحة توفيق.

## قصة الفيلم
تعيش فاطمة (أحلام) مع والدها (زكي إبراهيم) العجوز المقعد بالإسكندرية بعد أن انفصل عن أمها التي تزوجت بالقاهرة، وهي طالبة بمدرسة التربية النسوية بالأنفوشي، يسقط المنزل على والدها فيموت وتترك المدرسة وتذهب إلى القاهرة لتعيش مع أمها وزوج أمها "عثمان أفندي" (عبد الحميد زكي) الذي يتحرش بها فتضطر إلى الهروب من المنزل بشنطة ملابسها ليلاً حيث يعترضها شاويش الدورية الليلية (رياض القصبجي) وأنقذها من بين يديه الحاجة محروسة (ماري منيب) بائعة البسبوسة بإدعائها أنها ابنتها، حيث تأخذها لمنزلها لتعيش معها ومع صبيها لعبة (محمد توفيق) حيث يبيعون الحلويات الشرقية أمام مصنع ياسين للزجاج والذي يعمل به الأخوان فريد (محمود السباع) ومحمود (كمال الشناوي) والذين يقطنون في المنزل المقابل لمنزل الحاجة محروسة، كان محمود وفريد أخوين من الأب فقط وقد سمعوا فاطمة تغني في الصباح فأعجبا بصوتها ووقعا في غرامها وتسابقوا على الفوز بقلبها، كان فريد الشقيق الأكبر حاد الطباع شرس ومهمل في عمله، بينما كان أخيه الأصغر محمود على عكسه تماماً هادئ ومرح ومهتم بعمله، إلتقى محمود بفاطمة وشاغلها وإنشغلت به، ولكن فريد تقدم الحاجة محروسة وخطب منها فاطمة فوافقت ووعدته بمفاتحتها، ولكن فاطمة ظنت أن الكلام عن محمود فوافقت، وتشاجر الأخوان وبدأ مسلسل عداء بينهما كعداء هابيل وقابيل، وترك محمود الشقة وإستأجر أخرى، ذهب فريد إلى محمود وصالحه وتنازل له عن فاطمة وفي نفس الوقت اتفق مع الراقصة نجمة (سميحة توفيق) على مشاغلة محمود والذهاب إلى بيته حتى رأته فاطمة مع الراقصة وغضبت منه، ضرب محمود الراقصة فإعترفت له بإتفاقها مع أخيه فريد فذهب إليه وضربه ضربا مبرحاً، قدم فريد الشبكة وقبلتها فاطمة وإتفق مع الحاجة محروسة على سرعة كتب الكتاب حتى يفوت على محمود الفرصة لشرح حقيقة الأمر لفاطمة، إتفق محمود مع الراقصة نجمة على الذهاب إلى فاطمة وإخبارها بالحقيقة، وعلم فريد بالخطة فإستغل وجود محمود فوق برج المياه بالمصنع يصلح عطلاً كهربائياً، فأعاد التيار الكهربائي أثناء عمل محمود فسقط من فوق البرج ونقل إلى المستشفى بين الحياة والموت، وشكت نجمة في أن الفاعل هو فريد، فهددته بإبلاغ البوليس، فقام بطعنها بسكين وهرب، وطارده البوليس حتى قبض عليه، خرج محمود من حجرة العمليات بعد أن فقد ذراعه اليسرى، ولكن فاطمة بعد أن علمت الحقيقة عادت إلى محمود وقبلته بذراع واحدة، بينمادخلت نجمة إلى حجرة العمليات لتدفع ثمن اشتراكها في مؤامرة وثمن إخلاصها للحقيقة.

## فريق العمل
إخراج: عبد الفتاح حسن
تأليف:
- محمود السباع
- صالح جودت
- عبد الفتاح حسن

بطولة:
- كمال الشناوي
- أحلام
- سميحة توفيق
- محمود السباع
- ماري منيب
- عبد الحميد زكي
- محمد توفيق
- ثريا حسن
- كيتي
- زكي إبراهيم
- رياض القصبجي

## روابط خارجية
- المرأة على موقع IMDb (الإنجليزية)
- المرأة على موقع الدهليز
- المرأة على موقع قاعدة بيانات الأفلام العربية